# Cana
Cana, jedno od starih pemena Aymara Indijanaca koji su živjeli u predhispansko doba između Tinta i Ayaviri, na području današnjih peruanskih departmana Cuzco i Puno. Pokorio ih je u prvoj prvoj polovici 15. stoljeća (1430-tih) Viracocha Inca nakon čega su kečuanizirni te postaju njihovi saveznici u daljnjim osvajanjima. Cieza de León je opisao kako su Cane nakon što su bili pokoreni od Inke čija su naselja bila po vrhovima brda preseljeni u doline. Prema Ciezi Cane su imali tri grada: Cacha, Hatuncana i Ayaviri.
Peruanski kroničar Juan de Santacruz Pachacuti Yamqui Salcamayhua etnički je pripadao Canama